# Pooltoendravlinder
De pooltoendravlinder (Oeneis bore) is een vlinder uit de onderfamilie Satyrinae van de familie Nymphalidae (aurelia's). De wetenschappelijke naam is voor het eerst geldig gepubliceerd in 1792 door Schneider.
De soort komt voor in Europa.